# Gnathia taprobanensis
Gnathia taprobanensis är en kräftdjursart som beskrevs av Théodore Monod 1926. Gnathia taprobanensis ingår i släktet Gnathia och familjen Gnathiidae. Inga underarter finns listade i Catalogue of Life.